# Диявол серед людей
«Диявол серед людей», ранні назви: «Людина, яку небезпечно ображати», «Бич Божий» — фантастична повість письменника С. Ярославцева (псевдонім Аркадія Стругацького), за участю Бориса Стругацького 1991 року. Останній твір, створений Аркадієм Стругацьким. Повість перекладена чеською мовою.

## Сюжет
Кім Волошин протягом всього свого життя зазнає болісних випробувань. Під час війни у нього гинуть всі родичі і він потрапляє в дитячий будинок міста Ташлінська. Згодом він стає перспективним журналістом і їде в Москву. Повертається в Ташлінськ він вже калікою і з божевільною дружиною, яка незабаром померла. Ставши журналістом місцевої газети, він їде працювати на ліквідацію радіоактивної аварії в Полин-місті, після чого захворює дивною хворобою, а люди, які чинять зло йому або його близьким, починають гинути…

## Створення

### Перший варіант
Вперше ідея розповіді з'явилася у братів Стругацьких в 1975 році. Сюжет був продуманий досить докладно, але повість не розпочали.
|  | <...> 23 січня 1975 року в нашому робочому щоденнику з'являється запис: «Людина, яку було небезпечно ображати», і наступного дня: «Ім'я йому - Кімм». Перший сюжет був розроблений тоді ж, причому досить докладно - хоч сідай та пиши. Крім Кімма, який володів загадковою здатністю поза волею своєю завдавати шкоди людям, які мають намір завдати шкоди йому самому, були там у нас: гангстер Шевтц (найманий убивця), якийсь сенатор, вчений генерал з ВПК («генерал-чума»), священник, культурист-мазохіст... <...> |

Дія мала відбуватися в якійсь південній курортній країні.

### Кульгава доля
У 1984 році обговорювався варіант уміщення твору в роман «Кульгава доля» окремим розділом.

### Другий варіант
У травні 1990 року Стругацькі почали продумувати сюжет твору, умовно названого «Бич Божий». Борис Стругацький наполягав на подальшому обговоренні сюжету, проте Аркадій самостійно написав його за зиму-весну 1991 року. Цей варіант отримав остаточну назву «Диявол серед людей». Повість була опублікована в 1993 році, вже після смерті Аркадія Стругацького в жовтні 1991 року.

## Нагороди
- Інтерпрескон[ru], 1994 — Середня форма (повість)[3]

### Номінації
- Мандрівник, 1994 — Середня форма[4]
- Велике Кільце, 1993 — Велика форма[5]